# Hellmut Lantschner
Hellmut Lantschner (ur. 11 listopada 1909 w Igls, zm. 4 lipca 1993 w Lans) – austriacki biegacz, skoczek i narciarz alpejski, reprezentant Austrii i Niemiec, czterokrotny medalista mistrzostw świata. 
Wziął udział w mistrzostwach świata w Engelbergu w 1938 roku, zdobywając medale we wszystkich konkurencjach. Najpierw zajął trzecie miejsce w zjeździe, w którym wyprzedzili go dwaj Francuzi: James Couttet i Émile Allais. Następnie był trzeci w slalomie, plasując się za Rudolfem Romingerem ze Szwajcarii Émile'em Allaisem. Ponadto trzeci był także w kombinacji, za Allaisem i Romingerem. Na rozgrywanych rok później mistrzostwach świata w Zakopanem zwyciężył w biegu zjazdowym, wyprzedzając innego reprezentanta III Rzeszy, Josefa Jenneweina oraz Karla Molitora ze Szwajcarii. Na tej samej imprezie był też piąty w slalomie i kombinacji.
Pięciokrotny mistrz Austrii: dwukrotnie w kombinacji norweskiej (1930) oraz w biegu, slalomie i kombinacji alpejskiej (1950), dwukrotny mistrz Niemiec: w zjeździe i kombinacji (1934).
Po zakończeniu kariery został trenerem.
Jego kuzyni: Gustav Lantschner, Otto Lantschner, Gerhard Lantschner i Hadwig Pfeifer oraz Inge Wersin-Lantschner także uprawiali narciarstwo alpejskie.

## Osiągnięcia w narciarstwie alpejskim

### Mistrzostwa świata
| Miejsce | Dzień     | Rok  | Miejscowość | Konkurencja | Czas biegu | Strata    | Zwycięzca       |
| ------- | --------- | ---- | ----------- | ----------- | ---------- | --------- | --------------- |
| 3.      | 5 marca   | 1938 | Engelberg   | Zjazd       | 3:17,8     | +6,4      | James Couttet   |
| 3.      | 6 marca   | 1938 | Engelberg   | Slalom      | 3:03,4     | +4,3      | Rudolf Rominger |
| 3.      | 6 marca   | 1938 | Engelberg   | Kombinacja  | 331 pkt    | +5 pkt    | Émile Allais    |
| 1.      | 12 lutego | 1939 | Zakopane    | Zjazd       | 3.26.88    | -         | -               |
| 5.      | 14 lutego | 1939 | Zakopane    | Slalom      | 2:01,6     | +17,4     | Rudolf Rominger |
| 5.      | 14 lutego | 1939 | Zakopane    | Kombinacja  | 345,8 pkt  | +14,0 pkt | Josef Jennewein |